# 六分儀座V4031
六分儀座V4031，又名CD-2513170，HD 170235、SAO 186873、HR 6929，是六分儀座的一颗恒星，视星等为6.59，位于銀經7.95，銀緯-6.73，其B1900.0坐标为赤經18h 23m 11.8s，赤緯-25° -6.73′ 12″。